# اکارما
اکارما (به فرانسوی: Akarma) یک منطقهٔ مسکونی در مراکش است که در مراکش تانسیفت الحوز واقع شده‌است.

## خصوصیات
اکارما ۵٬۶۶۲ نفر جمعیت دارد.